# Reinlpark

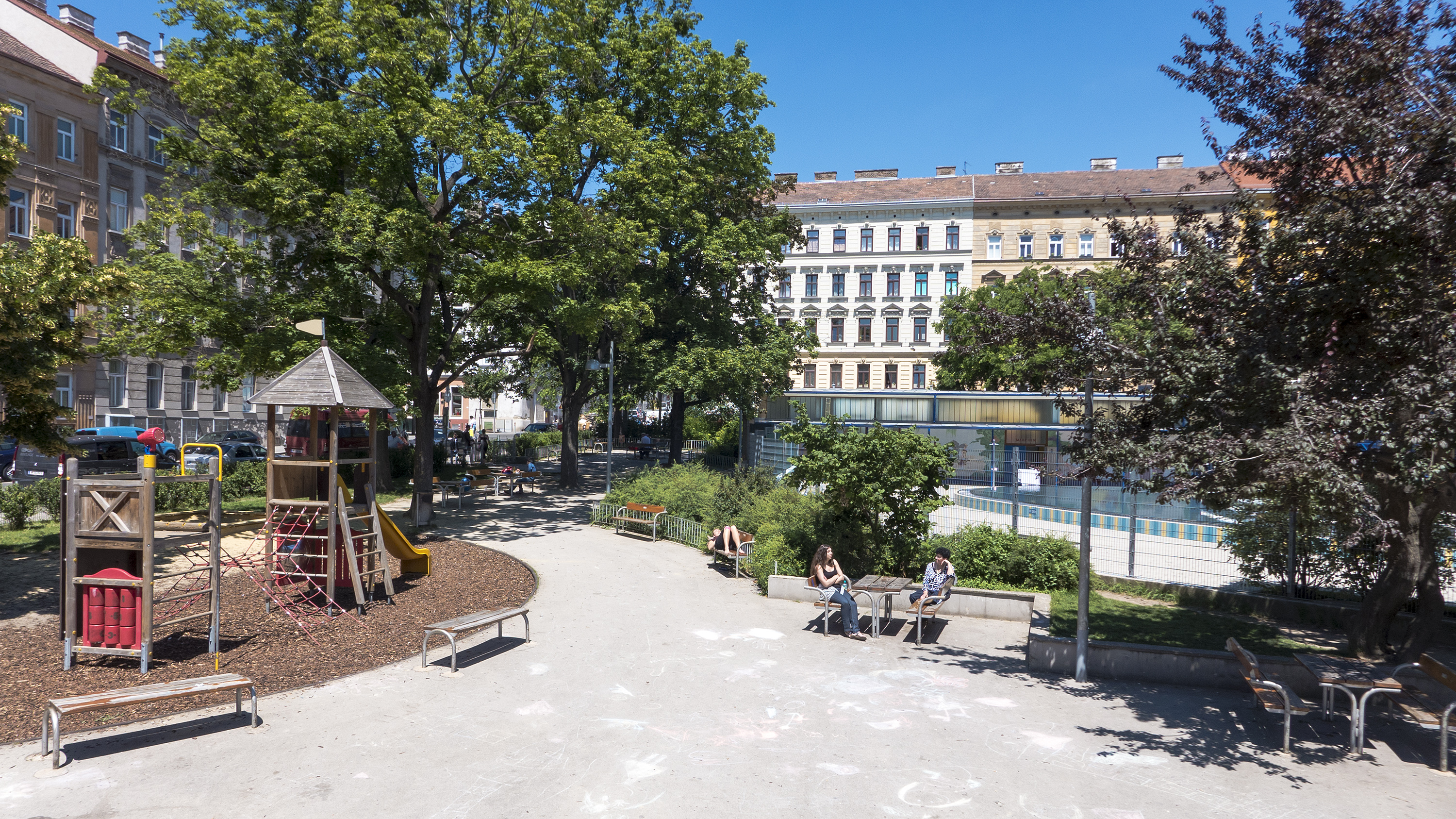
Der Reinlpark

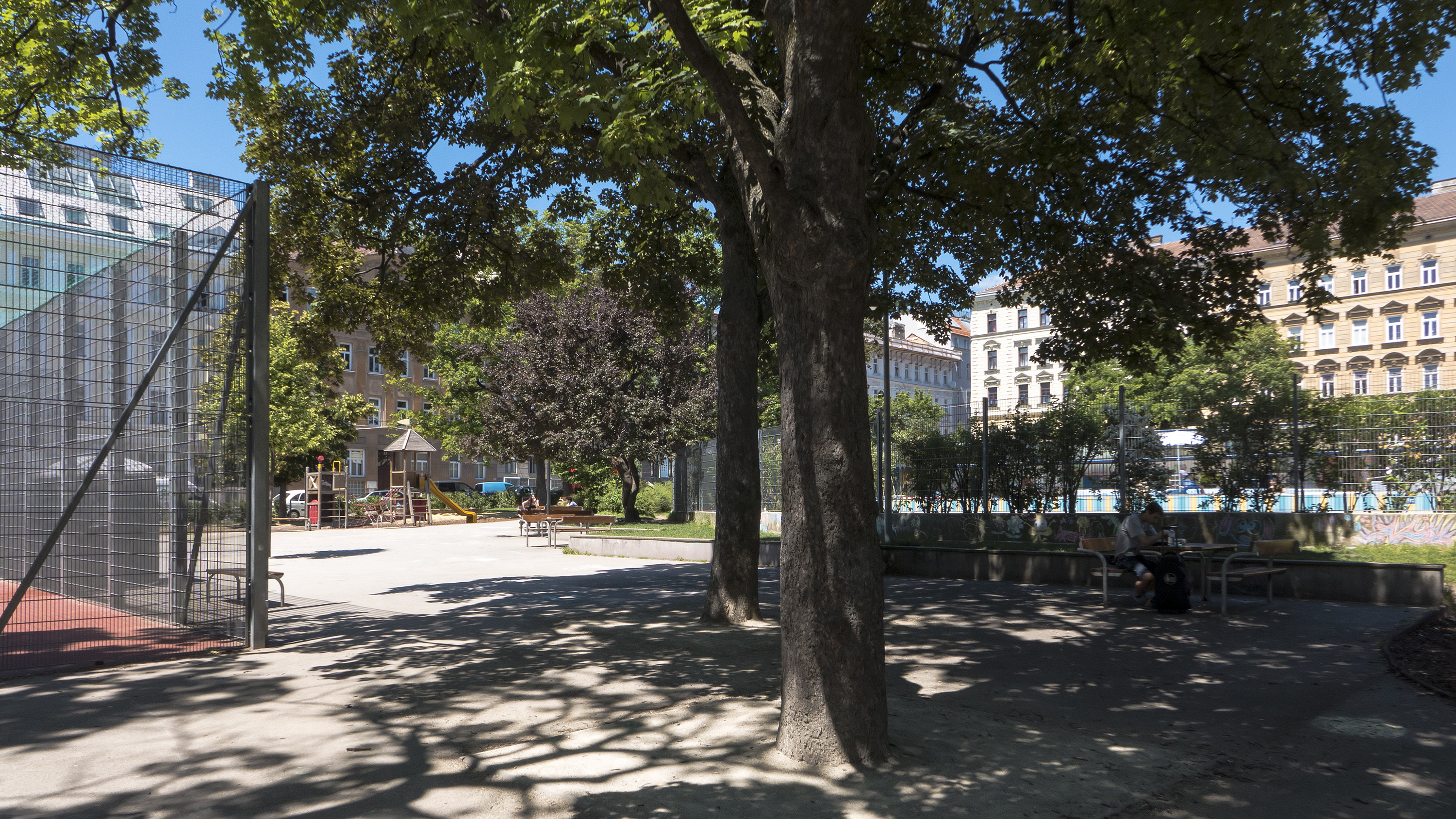
Der Südostteil des Parks

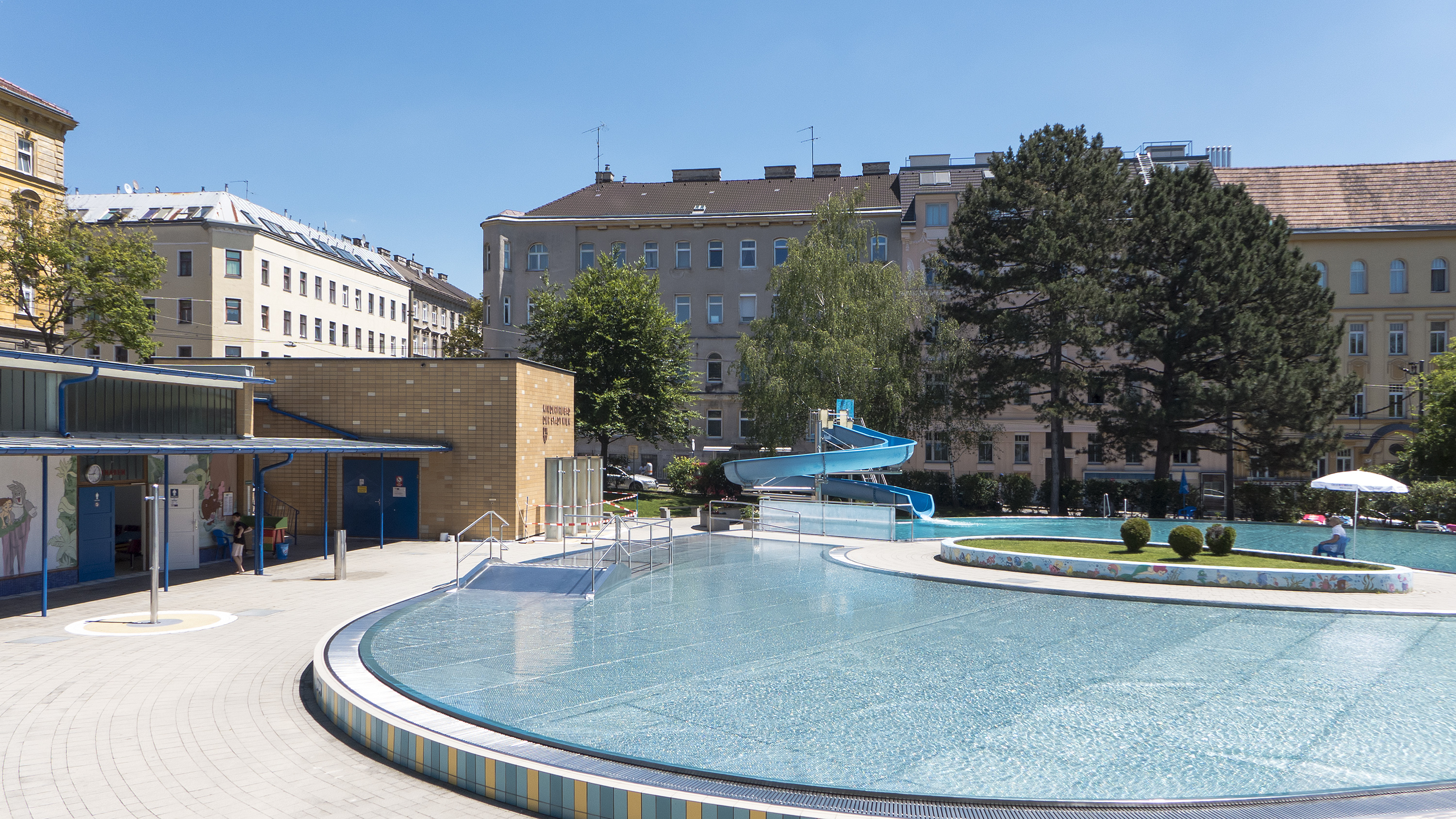
Das Kinderfreibad

Der Reinlpark ist ein begrünter Platz bzw. eine Parkanlage im 14. Wiener Gemeindebezirk Penzing. Er wird von den Straßenzügen Reinlgasse, Goldschlagstraße, Märzstraße und Gurkgasse umschlossen. Der Park wird von der Straßenbahnlinie 10 angefahren (Station „Märzstraße“) und befindet sich in Gehweite der U-Bahn-Station Hütteldorfer Straße. Trotz seiner guten Verkehrsanbindung, dem generellen Mangel an unbebauten Plätzen im umliegenden Viertel und der für vorstädtische Verhältnisse bemerkenswerten Architektur mancher umliegender Gebäude bietet der Reinlpark das Bild eines durch Geschäftsleerstände gezeichneten, gestalterisch vernachlässigten Raums an der städtischen Peripherie. 

## Grünanlage und Kinderfreibad
Im Zuge der Rasterparzellierung infolge der Eingemeindung Penzings nach Wien 1890/92 wurde der Platz des späteren Reinlparks zur Begrünung ausgelassen. Der Park wurde schließlich 1902 angelegt, was eventuell mit dem Bau (1896) einer Schule im Süden des Platzes zu erklären ist. In den dicht bebauten Gründerzeitvierteln wurden „Beserlparks“ oft im Anschluss an öffentliche Gebäude errichtet. Ursprünglich wies der Reinlpark, der wie die angrenzende Reinlgasse nach einem ehemaligen Bürgermeister Penzings benannt ist, brezelig verschlungene Wegeführungen auf. Zur Zeit des Roten Wiens wurde im Park ein Kinderfreibad erbaut. Heute eins von elf übriggebliebenen, hat es nur wenige Wochen im Jahr geöffnet. 

## Bauliche Entwicklung
Der Reinlpark befindet sich in einem Gebiet zwischen den alten Ortskernen von Penzing und Breitensee, das erst zwischen 1880 und 1930 urbanisiert wurde. Die 16 Gebäude um den Park entstanden zwischen 1896 und 1914. Die älteste Struktur am Platz ist das Schulgebäude im Süden (Goldschlagstraße 137), eine mehrgeschoßige Ehrenhofanlage mit Turmaufbauten in den Hofecken und übergiebelten Risaliten an den seitlichen Stirnfronten. Am Nordrand des Platzes findet sich ein geschlossenes Ensemble dreier späthistoristischer Zinshäuser aus den Jahren 1903/04. Das baukünstlerische Highlight am Platz sind aber vier sich gegenüber liegende spätsecessionistische Zinshäuser (Reinlgasse 24 und 26, Gurkgasse 35 und 37), die nach Plänen des begabten Architektenduos Barak & Czada zwischen 1910 und 1914 erbaut wurden. Im Gegensatz zu drei entstuckten Gebäuden in ihrer unmittelbaren Nachbarschaft in der Reinlgasse befinden sich die vier Zinshäuser in einem guten Erhaltungszustand, sind allerdings nicht denkmalgeschützt. Das gestalterische Niveau orientiert sich an der bürgerlichen Architektur der Innenbezirke. Die geschlossene spätgründerzeitliche Verbauung um den Reinlpark ist Teil der Schutzzone Penzing, die sich die Reinlstraße und Gurkgasse hinauf bis zur Meiselstraße zieht.

## Funktion innerhalb des Grätzls
Obwohl der Platz um den Reinlpark die einzige unverbaute Fläche im sonst durch monotone gründerzeitliche Blockrandbebauung geprägten Viertel zwischen Vorortelinie, Hütteldorfer-, John- und Linzerstraße (2001: 13.247 Einwohner auf rund 0,5 km², eine der höchsten Dichten Wiens) ist und auch ein paar zentrale Funktionen beherbergt (Schule, Pfarrkirche und Moschee in der Reinlgasse, Grünfläche, Straßenbahnstation), nimmt er nur bedingt die Funktion eines Grätzlzentrums ein. Der Großteil der Geschäfte in seiner Umgebung steht leer. Da ein bedeutender Teil des Parks von einem Ballsportkäfig und dem nur saisonal genutzten Kinderfreibad beansprucht wird, kann er nur bedingt die Funktion eines Grünerholungsraums erfüllen. Der Bereich östlich des Parks, der einen freien Blick auf die Gloriette von Schönbrunn bietet, wird von parkenden Kraftfahrzeugen beansprucht. Auch die Straßen rund um den Platz, die zur Zeit seiner Anlage noch als Erweiterung des Parks genutzt werden konnten, werden seit der Motorisierung Wiens vom ruhenden Verkehr vereinnahmt.

## Befragung und Umgestaltung des Spielbereichs 2004
Eine 2004 durchgeführte Befragung, die einer Umgestaltung des Spielplatzes vorausging, ergab, dass 67 % der den Reinpark Aufsuchenden kommen, um Freunde zu treffen, 34 % um Fußball zu spielen, 28 % um Kinder zu beaufsichtigen, 20 % um Basketball zu spielen, 18 % um Sonstiges zu spielen, 17 % zum Plaudern, 17 % zum Spaß haben und 15 % „eben zum Zeitvertreib“. 38 % der Befragten störte vor allem der Schmutz im Park, 34 % der nicht funktionierende Brunnen, 20 % kritisierten schlechte Umgangsformen verschiedener Parkbesucher, 18 % störte das Nichtvorhandensein einer Toilettenanlage.

## Der Platz um den Reinlpark als Ausgangspunkt für ein Gentrifizierungsprojekt
Die Gegend um den Reinlpark konnte sich 2013 einer gewissen medialen Aufmerksamkeit erfreuen, da in einem Eckhaus im Südosten des Platzes ein Haubenlokal eröffnete, das Gäste aus „besseren“ Wiener Bezirken ins Viertel brachte. Das Lokal wurde von einem Bauträger betrieben, dem das Haus Reinlgasse 20 wie auch eine Reihe von Immobilien im westlichsten Teil Penzings gehören. Das von einem Spitzenkoch bewirtete Lokal sollte das Viertel aufwerten, indem es eine Infrastruktur für gehobenere Lebensstile bot. Die mediterrane Küche mit orientalischem Einschlag wurde vom Betreiber als Bezugnahme auf die Herkunftsländer eines Großteils der Anrainer des Reinlparks verstanden. Die heimische Presse zeigte sich über die Wahl des Standorts in dieser „Un-Gegend“ (Falter) überrascht, goutierte aber die dadurch möglich gewordenen niedrigeren Preise. Das Restaurant sperrte Ende 2013 nach nur acht Monaten wegen Differenzen zwischen Betreiber und Koch zu.